# إيرين لانغ
إيرين لانغ هي موسيقية كندية، ولدت في 11 مايو 1979 في مونتريال في كندا.

## وصلات خارجية
- الموقع الرسمي
- إيرين لانغ على موقع IMDb (الإنجليزية)
- إيرين لانغ على موقع ميوزك برينز (الإنجليزية)
- إيرين لانغ على موقع أول ميوزيك (الإنجليزية)
- إيرين لانغ على موقع ديسكوغز (الإنجليزية)